# 京津線
京津線（日语：／ Keishin sen */?）是自日本京都府京都市山科區的御陵車站至滋賀縣大津市的濱大津車站，屬於京阪電氣鐵道的铁路路線。全線均使用軌道法，和石山坂本線合稱為大津線。在京津線可使用PiTaPa交通卡以及ICOCA交通卡。所有列車均在全部車站停車。在早晨每隔15分發車。全線均為一人運轉運行。

## 概要
以御陵站做為起點，越過逢坂山連接琵琶湖附近的琵琶湖濱大津站的鐵道路線。路線在御陵站與京都市營地下鐵東西線進行直通運轉至太秦天神川站，另一端終點的琵琶湖濱大津站，則跟石山坂本線連接。也因此本路線擔負著京都市内中心部與大津市之間都市間運輸的職務。本路線雖然與JR東海道本線（琵琶湖線）並行，但是在車費、行車時間、班次上面，京津線均屬於劣勢。
京津線雖然正式的起點是御陵站，但列車運行以及旅客指引上，琵琶湖濱大津站往御陵站方向是「下行」、反方向則是「上行」。四宮站 - 上榮町站間幾乎是沿著國道1號行駛。從御陵站穿越逢坂山大谷站 - 上榮町站間有著彎度達千分之61的斜坡區間，上榮町站 - 琵琶湖濱大津站區間則像是路面電車一樣在馬路行走的併用軌道。琵琶湖濱大津站與接續的石山坂本線共用同個月台及路線。全區間適用於日本軌道法。根據「軌道運轉規則」，列車不得長於30m，但作為4輛編成的電車（1輛大概長16.5m）的京津線被特例認可於併用軌道上行走。
像這種有地下鐵、急陡坡、與併用軌道直通運轉區間的路線，在日本只有京津線而已。
過去在御陵以西至三条站曾經存在過接續京阪本線的併用軌道區間，（兩條線分離後改稱京津三条站）以三条站為起點，連接濱大津駅（即現在的琵琶湖濱大津站）。另外，蹴上站附近有著可與碓氷峠並及的千分之66.7的急陡坡路段。1997年10月12日御陵站以西廢止，改為直通京都市營地下鐵東西線。地下鐵東西線直通路段三条京阪站 - 御陵站區間，到2009年3月為止為「京都高速鐵道」保有間，由於京阪拿不到第二種鐵道事業執照，只能改以通常的直通運轉方式。這成為京津線車費較為昂貴的原因，招致利用者的減少。

## 路線資料
- 路線距離（營業距離）：7.5公里
- 軌距：1435毫米
- 站數：7個（包括起終點站。地下站1個、地面站6個）
- 複線路段：全線
- 電氣化路段：全線電氣化（直流1500V）
- 閉塞方式：自動閉塞式
- 保安裝置：京阪型速度照查ATS
- 最高速度：75公里/小時
- 最大坡度：61‰
- 最小曲線：半徑40公尺

## 車站列表

### 現存路段
- 只限普通列車運行，所有列車各站停車。
- 京都市營地下鐵東西線參見「東西線 (京都市營地下鐵)」一項。

| 車站編號 | 中文站名     | 日文站名 | 英文站名 | 站間距離 | 營業距離 | 接續路線、備註                                                                                | 所在地 | 所在地       |
| -------- | ------------ | -------- | -------- | -------- | -------- | --------------------------------------------------------------------------------------------- | ------ | ------------ |
| T08      | 御陵         |          |          | -        | 0.0      | 京都市營地下鐵： 東西線（直通運行至太秦天神川站）                                             | 京都府 | 京都市山科區 |
| OT31     | 京阪山科     |          |          | 1.5      | 1.5      | 西日本旅客鐵道：東海道本線（ 琵琶湖線）、 湖西線（山科） 京都市營地下鐵： 東西線（山科：T07） | 京都府 | 京都市山科區 |
| OT32     | 四宮         |          |          | 0.6      | 2.1      |                                                                                               | 京都府 | 京都市山科區 |
| OT33     | 追分         |          |          | 1.3      | 3.4      |                                                                                               | 滋賀縣 | 大津市       |
| OT34     | 大谷         |          |          | 1.6      | 5.0      |                                                                                               | 滋賀縣 | 大津市       |
| OT35     | 上榮町       |          |          | 1.7      | 6.7      |                                                                                               | 滋賀縣 | 大津市       |
| OT12     | 琵琶湖濱大津 |          |          | 0.8      | 7.5      | 京阪電氣鐵道： ■ 石山坂本線 2018年3月自「濱大津站」改為現名。                                 | 滋賀縣 | 大津市       |

#### 現存區間廢止車站
- 綠丘運動場前車站：四宮 - 追分間（臨時車站・1942年廢止）
- 上關寺車站：大谷 - 上榮町間（1971年8月15日廢止）
- 札之辻車站：上榮町 - 濱大津間（1946年10月1日廢止）

#### 現存區間過去接續路線
- 大谷車站：東海道本線（1921年7月31日為止）
- 濱大津車站：江若鐵道（1969年10月31日為止）

### 廢止區間
- 取消線的車站是此區間廢止前已廢止的車站。
- 御陵 - 濱大津間参照現存區間前節。

| 中文站名   | 日文站名 | 英文站名 | 站間距離 | 營業距離 | 接續路線、備註                      | 所在地       | 所在地 |
| ---------- | -------- | -------- | -------- | -------- | ----------------------------------- | ------------ | ------ |
| 京津三條   |          |          | -        | 0.0      | 京阪電氣鐵道：京阪本線、鴨東線      | 京都府京都市 | 東山區 |
| 東山三條   |          |          | 0.6      | 0.6      | 京都市電：東山線（至1978年9月30日） | 京都府京都市 | 東山區 |
| 平安神宮前 |          | /        |          |          | 1944年廢除                          | 京都府京都市 | 東山區 |
| 岡崎道     |          | /        |          |          | 1931年廢除                          | 京都府京都市 | 東山區 |
| 蹴上       |          |          | 1.0      | 1.6      | 京都市電：蹴上線（至1945年2月1日）  | 京都府京都市 | 東山區 |
| 九條山     |          |          | 0.9      | 2.5      |                                     | 京都府京都市 | 山科區 |
| 日之岡     |          |          | 1.0      | 3.5      |                                     | 京都府京都市 | 山科區 |
| 御陵       |          |          | 0.4      | 3.9      |                                     | 京都府京都市 | 山科區 |

## 京都市營地下鐵東西線代替京阪電氣鐵道京津線的車站
| 京阪電氣鐵道京津線 | 京都市營地下鐵東西線 | 備考                                                                 |
| ------------------ | -------------------- | -------------------------------------------------------------------- |
| 京津三條站         | 三條京阪站           | 地下鐵東西線的三條京阪站位於三條通上京津電氣軌道的三條大橋站之地下。 |
| 東山三條站         | 東山站               | 地下與當前位置幾乎相同                                               |
| 蹴上駅             | 蹴上站               | 地下與當前位置幾乎相同                                               |
| 九條山站           | （完全廢止）         | 因原告在關於建立替代站的民事訴訟敗訴，替代站從未建立。               |
| 日之岡站           | 御陵站               | 御陵站的日之岡站 - 御陵站間中間的地點、三條通上之地下整合一個站      |
| 御陵站             | 御陵站               | 御陵站的日之岡站 - 御陵站間中間的地點、三條通上之地下整合一個站      |